# FX Fútbol
FX Fútbol es un videojuego del gestión futbolística en el que el usuario toma el papel de mánager de un equipo de fútbol, desarrollado por la empresa española de videojuegos FX Interactive. Cuenta con algunos de los creadores originales de la saga PC Fútbol, como los hermanos Pablo y Gaby Ruiz o Carlos Abril. Fue lanzado al mercado el 8 de mayo de 2013. Su última versión, renombrado como Football Club Simulator, salió a la venta el 4 de marzo de 2016. 

## Historia
Su existencia la filtra el periodista deportivo Alexis Martín Tamayo (Conocido como Mr. Chip) a través de la red social Twitter en febrero de 2013 y es posteriormente confirmado por la propia editora, aunque inicialmente los únicos datos conocidos son que el juego está en sus últimos meses de desarrollo, que tratará de ser fiel al espíritu de PC Fútbol y que el equipo de desarrollo es nuevo, aunque por lo menos parte de sus integrantes formaron parte del desarrollo del PC Fútbol original; en concreto, Carlos Abril, que confirmó también el desarrollo en Twitter, fue el director de desarrollo original de la franquicia.
Uno de los elementos clave para la prensa especializada es que esta noticia "completa el círculo" de PC Fútbol, desarrollado originalmente por miembros de Dinamic Multimedia que serían el germen de FX Interactive y que volverían, de este modo, a recuperar uno de los productos más conocidos y exitosos de la extinta Dinamic, aunque sin disponer de los derechos del nombre original. 

## Primeros datos oficiales
A principios de abril de 2013, la revista digital IGN España y el portal deportivo Marca publican un avance del producto con una entrevista a Pablo de la Nuez, Director Editorial de FX Interactive y Productor del título, en el que se develan los primeros datos oficiales del mismo y en el que se confirma la presencia de miembros del equipo de PC Fútbol 7, con Carlos Abril como uno de los diseñadores. 
El juego no sería una continuación del PC Fútbol 7, sino una puesta al día del género, buscando "recuperar la esencia del fútbol" en detrimento de la complejidad de manejo a la que los mánagers habrían tendido a lo largo de los años. Como ejemplo, se abandonaría la clásica "media" que tenían los jugadores de PC Fútbol para sustituirla por un valor dinámico llamado "rendimiento", que estaría fuertemente influenciado por la calidad intrínseca del propio jugador pero que se vería afectada por el uso que del jugador se dé, en función de la posición en la que se le haga jugar, el estado de forma, su moral, con quién juegue en el club, etc.
Además, el juego añadiría una característica llamada "ProCards", una serie de cartas asociadas a cada jugador, que aportan una serie de beneficios al propio jugador o a los que le rodean y que reflejan particularidades de cada uno, como su veteranía o su condición de promesas o estrellas.
También se menciona que el simulador está más orientado a la espectacularidad y el entretenimiento que a una simulación más rigorista de un partido, pudiendo realizar una toma de decisiones limitada durante los mismos, y que el juego carecerá de licencias oficiales de los jugadores y clubes.
A mediados de abril, la propia FX anuncia que la fecha de lanzamiento oficial del juego es el 8 de mayo de ese mismo año 2013.

## Modos de juego
A pesar de la carencia de licencias, las competiciones, los jugadores y los equipos del juego estarían basados en los de la primera y segunda división de la liga española, y las competiciones en la Copa del Rey, la Liga de Campeones, la Europa League y las supercopas española y europea (de hecho, antes de su salida ya se anuncia un DLC Gratuito para la temporada 2013-2014).
El juego ofrecerá dos modos de juego: Prománager, en el que nos tendremos que labrar una carrera como mánagers deportivos comenzando en un equipo de la segunda división; y el modo Mánager, en el que elegiremos entre cualquiera de los equipos del juego y nos convertiremos en su mánager para llevarlo a lo más alto.
Dentro del juego, el jugador tendrá que ocuparse de cuatro áreas principales de la gestión de un equipo: El calendario y clasificaciones, que habrá que tener en cuenta para planificar; la gestión de nuestro equipo, su estado de forma, su distribución y sus tácticas a la hora de saltar al campo; gestión de personal y mercado de fichajes y finalmente el apartado de gestión financiera y del estadio. Al parecer, el juego contará con diversos asistentes que permitirán automatizar algunas de las tareas.

## Licencias oficiales
Una de las características más discutidas desde el momento en el que se hace público es la carencia de licencias oficiales (uno de los elementos clave de los PC Fútbol originales), algo que desde FX se defiende por la flexibilidad que otorga carecer del compromiso legal y los requisitos que implican las mismas, como la imposibilidad de que un jugador pueda "enfadarse" y dejar el equipo, o que los árbitros puedan "equivocarse". Para paliar en parte esta carencia, el juego vendría con un editor llamado "MyTeam" que permite ajustar completamente los nombres de jugadores y equipos, incluyendo equipaciones y escudos. A este respecto, una página independiente de aficionados al FX Fútbol ha anunciado en diversas ocasiones que crearán y publicarán archivos del juego con los datos reales.

## Lanzamientos de la saga
- FX Fútbol (8 de mayo de 2013)
- FX Fútbol 2.0 (28 de noviembre de 2013)
- FX Fútbol 2015 (18 de diciembre de 2014)
- Football Club Simulator (4 de marzo de 2016)

## Juegos similares
- PC Fútbol (Dinamic Multimedia)
- Football Manager (Sports Interactive)
- Championship Manager (Eidos Interactive)
- FIFA Manager (EA Sports)
- Manager De Liga (Codemasters)
- Manager FDF (VigoSquare)